# Croix du cimetière de Bonzac
La croix de cimetière de Bonzac, du XVIe siècle, est située devant l'entrée ouest de l'église de Bonzac dans la Gironde.

## Historique
La croix date du XVIe siècle et fait l’objet d’un classement au titre des monuments historiques depuis le 9 septembre 1905.

## Description
La croix repose sur un soubassement formé de trois assises surmontées d'un socle cubique, d'un hauteur totale de 3,35 m (hauteur du socle 0,70 m, hauteur du fût 2 m). Le fût monolithe, de section carrée, possède à la base un décor architectural, dont les angles sont ornés de pilastres posés sur des bases ouvragées, qui se terminent par des pinacles à crochets.
A la partie supérieure du fût on trouve quatre statuettes, situées à la même hauteur sur les quatre faces, sous des accolades de choux frisé. Cette particularité se retrouve sur plusieurs autres croix girondines : Mauriac, Saint-Germain-de-la-Rivière, Saint-Martial et Saint-Sulpice-et-Cameyrac.
Faisant face au portail de l'église, on peut identifier sainte Catherine, avec un glaive et une roue. Sur le côté opposé, une femme vêtue d'un manteau aux plis profondément creusés, jouant de la viole à bras.
Les deux autres statuettes représentent un évêque, sans doute saint Genès, patron de la paroisse, reconnaissable à sa tiare et sa crosse et un autre ecclésiastique.
Le fût de la colonne, incomplet, a probablement comporté un autre groupe de quatre statuettes, comme c'est le cas pour les croix de Saillans et de Nérigean.
La partie terminale, la croix proprement dite, est très simple, elle n'est pas d'origine et il est difficile à dater.

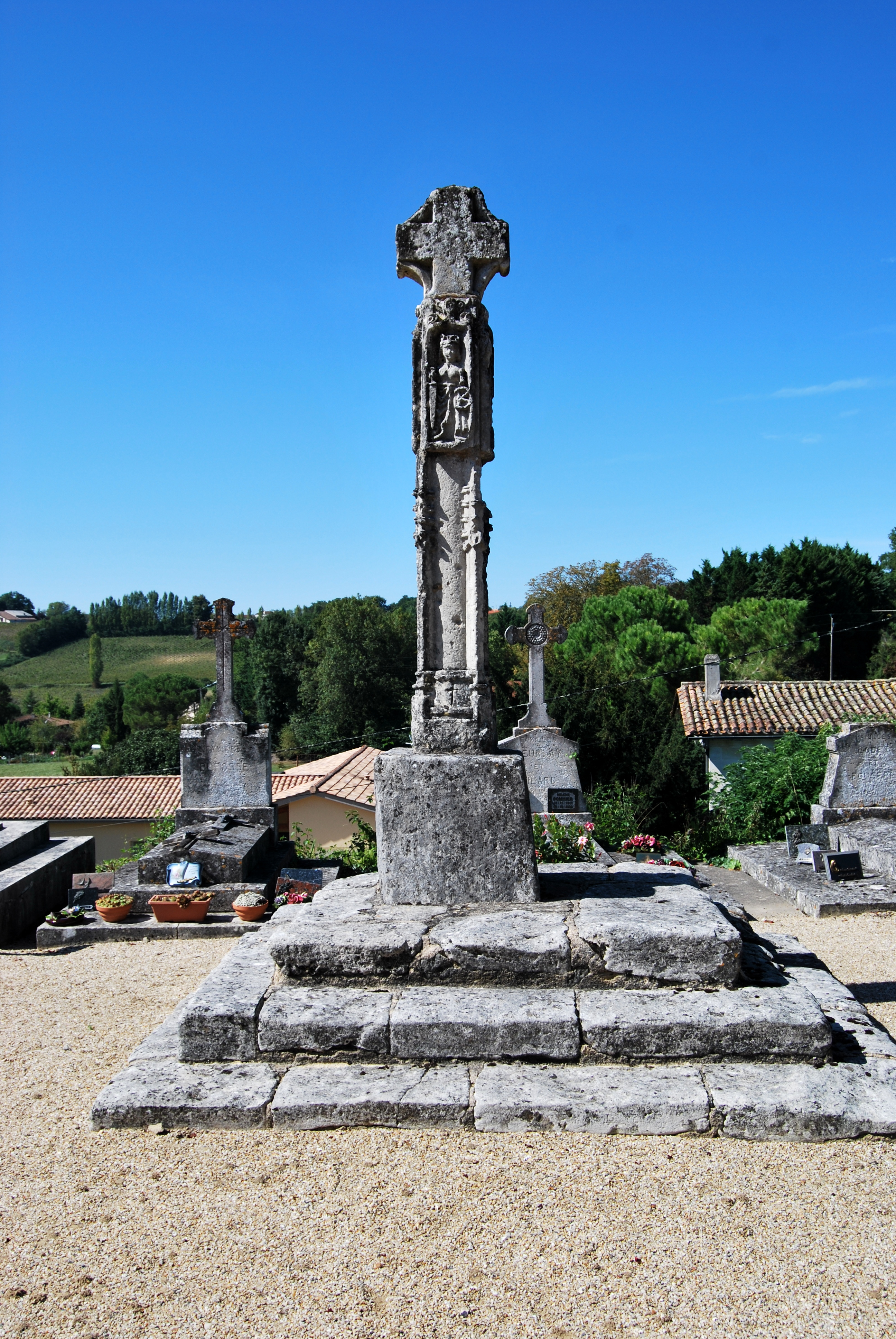
La croix
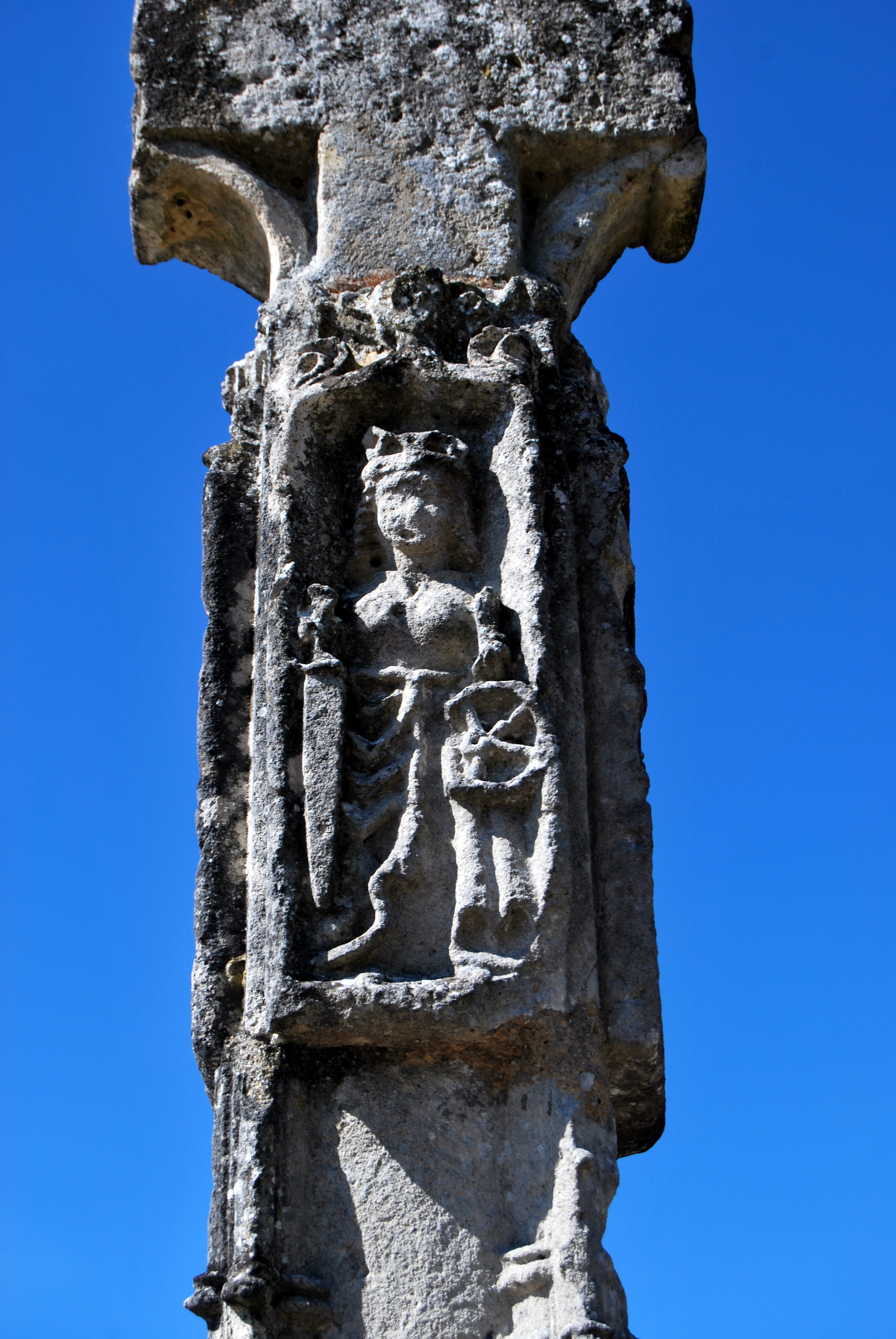
Sainte Catherine
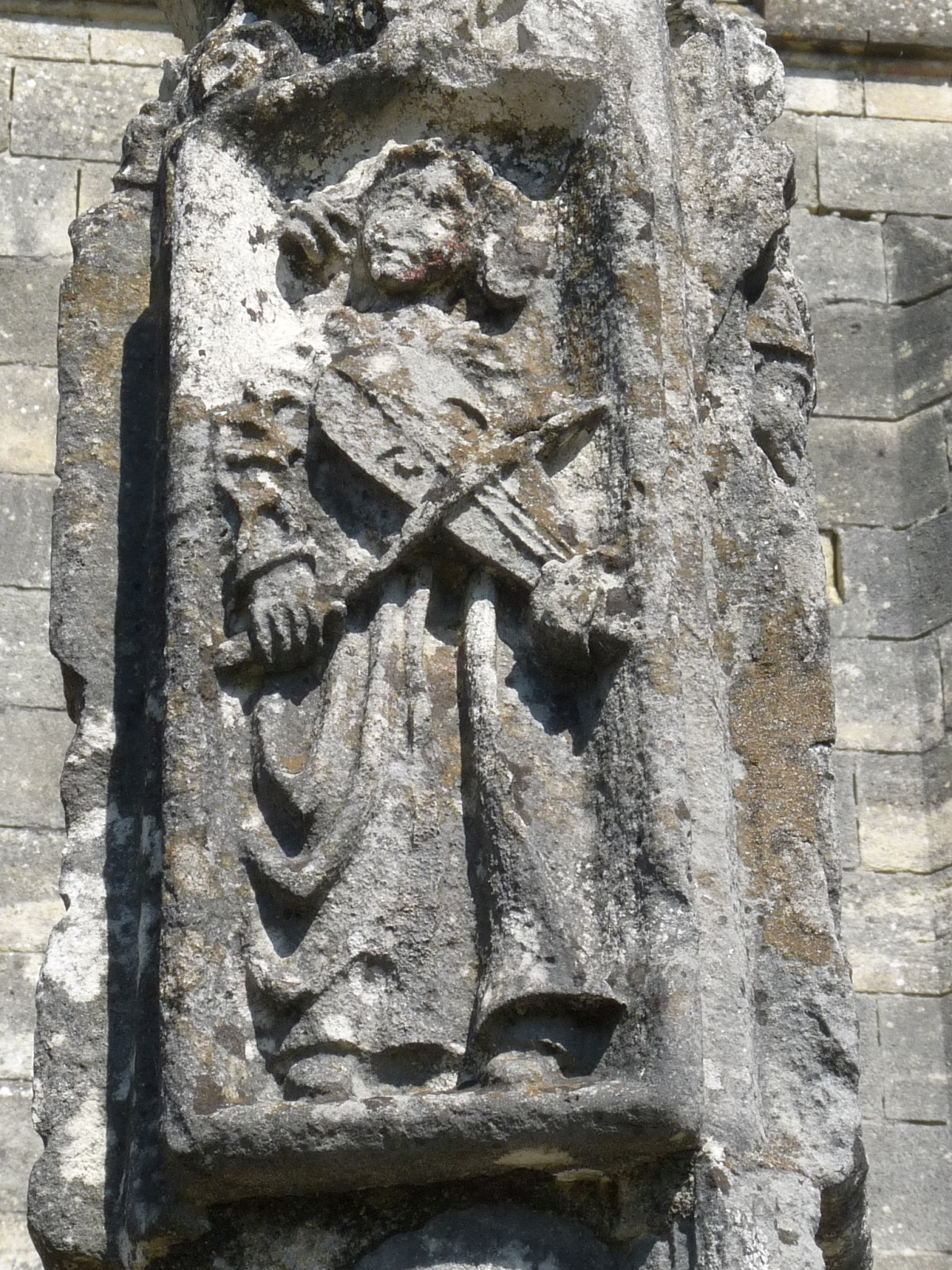
Femme jouant de la viole
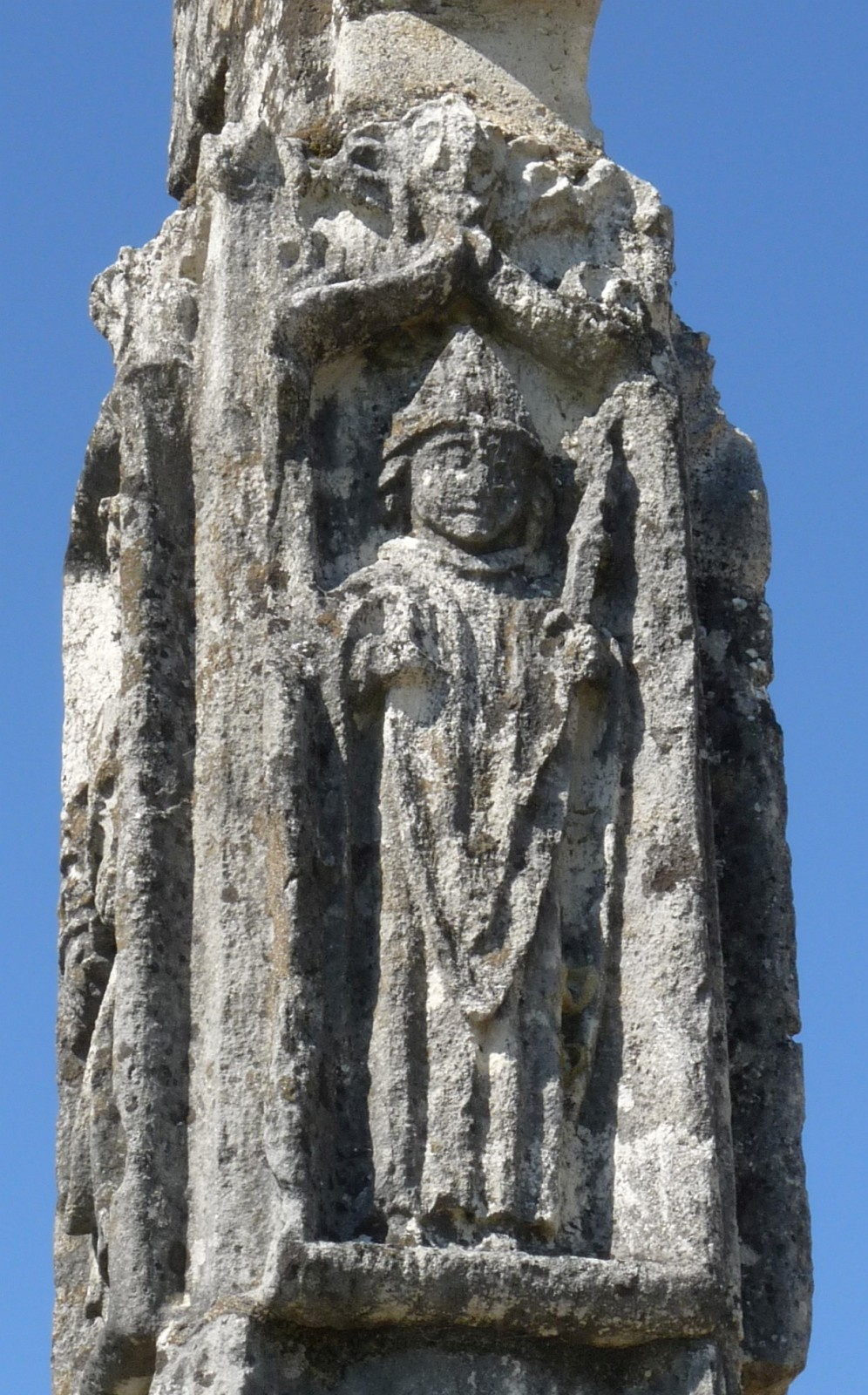
Ecclésiastique
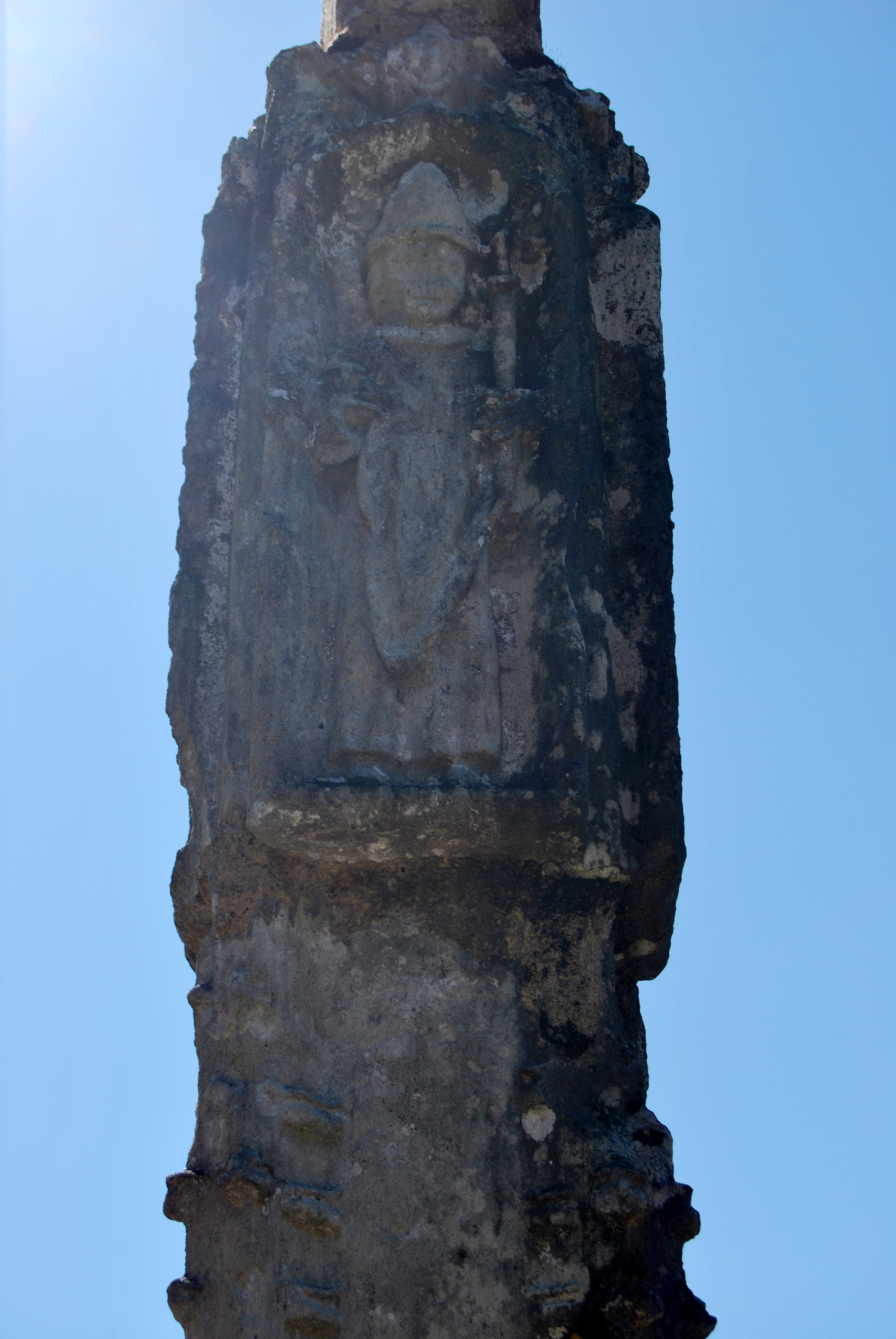
Saint Genès
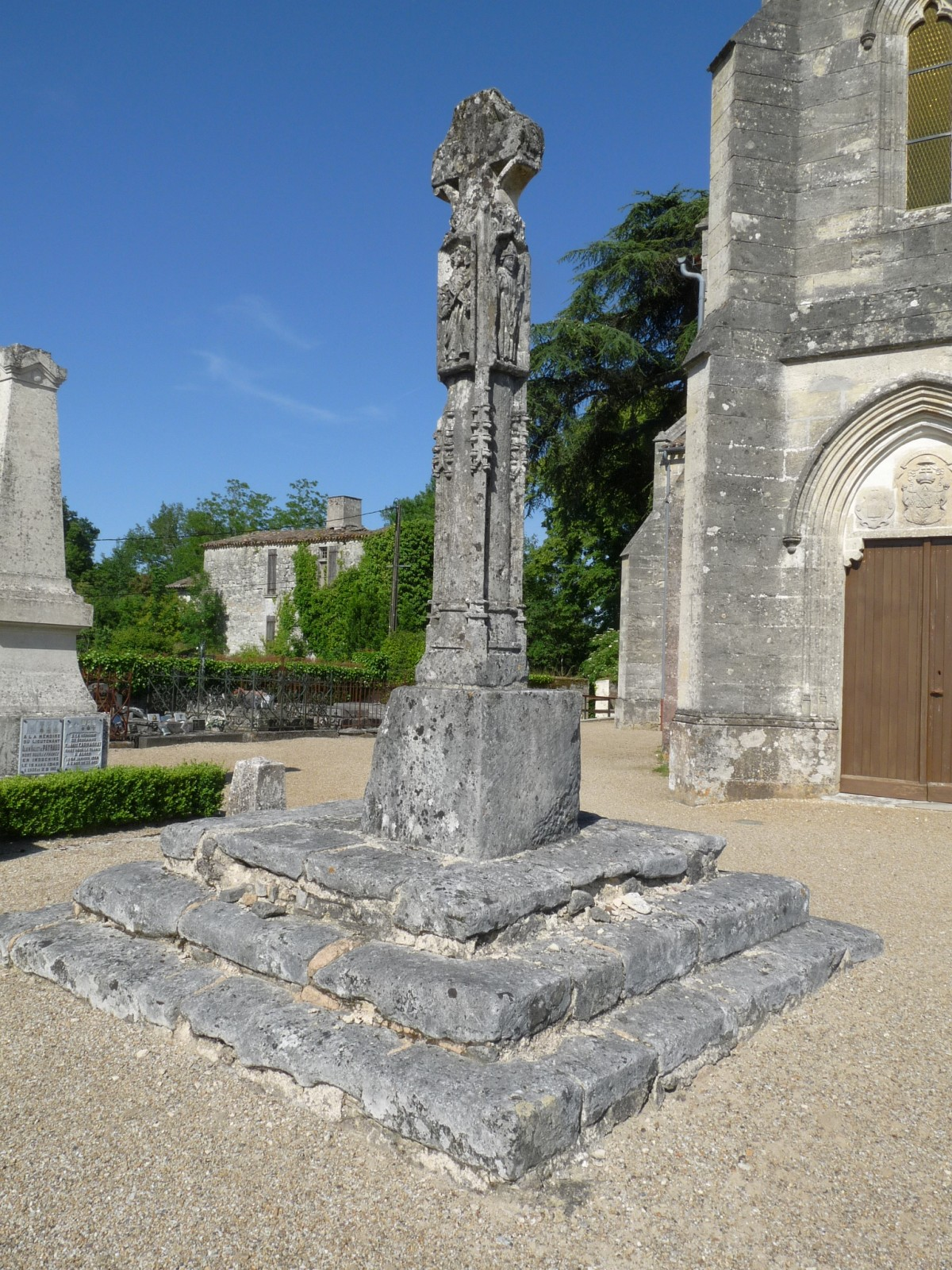
La croix et l'église